# Verein für Rasenspiele 1921 Aalen 2016-2017
Questa voce raccoglie le informazioni riguardanti il Verein für Rasenspiele 1921 Aalen nelle competizioni ufficiali della stagione 2016-2017.

## Stagione
Nella stagione 2016-2017 l'Aalen, allenato da Peter Vollmann, concluse il campionato di 3. Liga all'11º posto.

## Rosa
| N. |                      | Ruolo | Calciatore           |
| -- | -------------------- | ----- | -------------------- |
| 1  | Germania (bandiera)  | P     | Daniel Bernhardt     |
| 4  | Germania (bandiera)  | D     | Torge Paetow         |
| 5  | Germania (bandiera)  | D     | Fabian Menig         |
| 6  | Germania (bandiera)  | C     | Rico Preißinger      |
| 7  | Germania (bandiera)  | A     | Philipp Hercher      |
| 8  | Finlandia (bandiera) | A     | Mika Ojala           |
| 9  | Germania (bandiera)  | C     | Yannick Deichmann    |
| 10 | Germania (bandiera)  | A     | Matthias Morys       |
| 11 | Bulgaria (bandiera)  | A     | Martin Tošev         |
| 13 | Germania (bandiera)  | A     | Gerrit Wegkamp       |
| 14 | Germania (bandiera)  | D     | Daniel Schelhorn     |
| 15 | Grecia (bandiera)    | C     | Sebastian Vasiliadis |

| N. |                     | Ruolo | Calciatore            |
| -- | ------------------- | ----- | --------------------- |
| 16 | Germania (bandiera) | D     | Thomas Geyer          |
| 17 | Grecia (bandiera)   | D     | Alexandros Kartalīs   |
| 18 | Germania (bandiera) | D     | Robert Müller         |
| 19 | Germania (bandiera) | C     | Maximilian Welzmüller |
| 20 | Germania (bandiera) | A     | Steffen Kienle        |
| 21 | Germania (bandiera) | D     | Thorsten Schulz       |
| 22 | Germania (bandiera) | P     | Raif Husic            |
| 24 | Germania (bandiera) | P     | Matthias Layer        |
| 25 | Canada (bandiera)   | C     | Daniel Stanese        |
| 26 | Germania (bandiera) | C     | Noah Feil             |
| 27 | Germania (bandiera) | D     | Sascha Traut          |
| 29 | Germania (bandiera) | A     | Nico Rodewald         |

## Organigramma societario
Area tecnica
- Allenatore: Peter Vollmann
- Allenatore in seconda: Jan Kilian
- Preparatore dei portieri: Timo Reus
- Preparatori atletici: Achim Hägele, Kathrin Heisig

## Calciomercato

### Sessione estiva
| Acquisti | Acquisti          | Acquisti             | Acquisti |
| R.       | Nome              | da                   | Modalità |
| -------- | ----------------- | -------------------- | -------- |
| P        | Raif Husic        | Werder Brema II      |          |
| C        | Yannick Deichmann | St. Pauli            |          |
| D        | Thomas Geyer      | Wehen Wiesbaden      |          |
| C        | Oğuzhan Kefkir    | Borussia Dortmund II |          |
| P        | Matthias Layer    | Aalen U17            |          |
| D        | Torge Paetow      | Weiche Flensburgo    |          |
| C        | Rico Preißinger   | Norimberga II        |          |
| A        | Nico Rodewald     | Aalen U19            |          |
| D        | Daniel Schelhorn  | Aalen U19            |          |
| D        | Fırat Suçsuz      | RB Lipsia II         |          |

| Cessioni | Cessioni           | Cessioni         | Cessioni |
| R.       | Nome               | a                | Modalità |
| -------- | ------------------ | ---------------- | -------- |
| A        | Randy Edwini-Bonsu | Homburg          |          |
| P        | Oliver Schnitzler  | Heidenheim       |          |
| D        | Dennis Chessa      | Ried             |          |
| C        | Dominick Drexler   | Holstein Kiel    |          |
| A        | Michael Klauß      | Colonia II       |          |
| P        | Marcel Knauss      | Reutlingen       |          |
| D        | Sebastian Neumann  | Kickers Würzburg |          |
| D        | Ruben Reisig       | 1. CfR Pforzheim |          |
| C        | Nico Zahner        | TSV Essingen     |          |

### Sessione invernale
| Acquisti | Acquisti        | Acquisti         | Acquisti |
| R.       | Nome            | da               | Modalità |
| -------- | --------------- | ---------------- | -------- |
| D        | Sascha Traut    | Kickers Würzburg |          |
| A        | Philipp Hercher | Norimberga       |          |
| A        | Martin Tošev    | Erzgebirge Aue   |          |

| Cessioni | Cessioni       | Cessioni        | Cessioni |
| R.       | Nome           | a               | Modalità |
| -------- | -------------- | --------------- | -------- |
| D        | Markus Schwabl | Fleetwood Town  |          |
| D        | Fırat Suçsuz   | Carl Zeiss Jena |          |

## Risultati

### 3. Liga

#### Girone di andata
| Arbitro: | Jablonski |

|               |           |                     |
| Mvibudulu 82’ | Marcatori | 76’ Morys 89’ Ojala |

| Arbitro: | Alt |

|                |           |  |
| Welzmüller 87’ | Marcatori |  |

| Erfurt 9 agosto 2016, ore 18:30 CEST 3ª giornata | Rot-Weiß Erfurt | 0 – 0 referto | Aalen | Steigerwaldstadion (5 339 spett.)\| Arbitro: \| Gerach \| |
| Arbitro:                                         | Gerach          |               |       |                                                           |

| Arbitro: | Perl |

|                  |           |                  |
| Wegkamp 82’, 90’ | Marcatori | 9’ Mast 57’ Fink |

| Arbitro: | Schwermer |

|  |           |                          |
|  | Marcatori | 21’ Morys 84’ Vasiliadis |

| Arbitro: | Aytekin |

|            |           |          |
| Wegkamp 3’ | Marcatori | 65’ Henn |

| Arbitro: | Günsch |

|                       |           |                    |
| Röttger 25’ Röser 52’ | Marcatori | 5’ Morys 10’ Ojala |

| Arbitro: | Schütz |

|           |           |             |
| Ojala 27’ | Marcatori | 78’ Aydemir |

| Arbitro: | Bläser |

|                           |           |           |
| Schleusener 19’ Barry 54’ | Marcatori | 33’ Ojala |

| Arbitro: | Dietz |

|              |           |  |
| Kartalīs 16’ | Marcatori |  |

| Arbitro: | Kempter |

|                  |           |                |
| Ojala 11’ (rig.) | Marcatori | 15’ Freiberger |

| Arbitro: | Fritsch |

|  |           |                            |
|  | Marcatori | 13’ Wegkamp 90’ Vasiliadis |

| Arbitro: | Hartmann |

|  |           |              |
|  | Marcatori | 56’ Nietfeld |

| Paderborn 5 novembre 2016, ore 14:00 CET 14ª giornata | Paderborn | 0 – 0 referto | Aalen | Benteler-Arena (3 526 spett.)\| Arbitro: \| Schütz \| |
| Arbitro:                                              | Schütz    |               |       |                                                       |

| Arbitro: | Thomsen |

|            |           |               |
| Müller 13’ | Marcatori | 23’ Reimerink |

| Arbitro: | Aarnink |

|                        |           |                        |
| Onuegbu 33’ Janjić 78’ | Marcatori | 62’ Morys 71’ Kartalīs |

| Aalen 3 dicembre 2016, ore 14:00 CET 17ª giornata | Aalen | 0 – 0 referto | Magonza II | Scholz-Arena (3 057 spett.)\| Arbitro: \| Dietz \| |
| Arbitro:                                          | Dietz |               |            |                                                    |

| Arbitro: | Pfeifer |

|                                        |           |  |
| Müller 6’ (aut.) Schwede 40’ Ernst 59’ | Marcatori |  |

| Arbitro: | Waschitzki-Günther |

|                                           |           |  |
| Morys 9’ Vasiliadis 45’ Müller 57’ (rig.) | Marcatori |  |

#### Girone di ritorno
| Arbitro: | Thomsen |

|              |           |               |
| Kartalīs 85’ | Marcatori | 18’ Schäffler |

| Arbitro: | Fritsch |

|                         |           |                          |
| Schwenk 5’ Lewerenz 30’ | Marcatori | 70’ Welzmüller 79’ Morys |

| Arbitro: | Hussein |

|            |           |              |
| Müller 89’ | Marcatori | 31’ Kammlott |

| Arbitro: | Gerach |

|  |           |                |
|  | Marcatori | 11’ Preißinger |

| Arbitro: | Lossius |

|            |           |                    |
| Müller 42’ | Marcatori | 72’ Lais 78’ Knoll |

| Arbitro: | Willenborg |

|              |           |             |
| Väyrynen 87’ | Marcatori | 25’ Wegkamp |

| Arbitro: | Müller |

|                       |           |  |
| Stanese 13’ Morys 40’ | Marcatori |  |

| Arbitro: | Brütting |

|           |           |                                    |
| Ajani 89’ | Marcatori | 22’, 36’, 67’ Morys 54’ Welzmüller |

| Arbitro: | Hartmann |

|                        |           |  |
| Wegkamp 60’ Schulz 90’ | Marcatori |  |

| Arbitro: | Skorczyk |

|                                |           |               |
| Kobylański 12’ Al-Hazaimeh 62’ | Marcatori | 6’ Welzmüller |

| Arbitro: | Müller |

|  |           |                      |
|  | Marcatori | 17’ Müller 33’ Menig |

| Arbitro: | Bacher |

|                           |           |  |
| Wegkamp 5’, 21’ Morys 39’ | Marcatori |  |

| Arbitro: | Müller |

|                       |           |                |
| Nietfeld 8’ König 17’ | Marcatori | 38’ Preißinger |

| Arbitro: | Schult |

|                                          |           |  |
| Menig 45’ Wegkamp 58’, 67’ Deichmann 90’ | Marcatori |  |

| Arbitro: | Koslowski |

|           |           |  |
| Engel 45’ | Marcatori |  |

| Arbitro: | Willenborg |

|                      |           |             |
| Wegkamp 7’ Morys 46’ | Marcatori | 71’ Onuegbu |

| Arbitro: | Kempter |

|                            |           |  |
| Lohkemper 2’ Slišković 33’ | Marcatori |  |

| Arbitro: | Badstübner |

|                      |           |                    |
| Morys 29’ Kienle 72’ | Marcatori | 9’ Beck 78’ Razeek |

| Arbitro: | Alt |

|             |           |  |
| Volkmer 84’ | Marcatori |  |

## Statistiche

### Statistiche di squadra
| Competizione | Punti | In casa | In casa | In casa | In casa | In casa | In casa | In trasferta | In trasferta | In trasferta | In trasferta | In trasferta | In trasferta | Totale | Totale | Totale | Totale | Totale | Totale | DR  |
| Competizione | Punti | G       | V       | N       | P       | Gf      | Gs      | G            | V            | N            | P            | Gf           | Gs           | G      | V      | N      | P      | Gf     | Gs     | DR  |
| ------------ | ----- | ------- | ------- | ------- | ------- | ------- | ------- | ------------ | ------------ | ------------ | ------------ | ------------ | ------------ | ------ | ------ | ------ | ------ | ------ | ------ | --- |
| 3. Liga      | 57    | 19      | 8       | 9       | 2       | 29      | 14      | 19           | 6            | 6            | 7            | 23           | 22           | 38     | 14     | 15     | 9      | 52     | 36     | +16 |
| Totale       | 57    | 19      | 8       | 9       | 2       | 29      | 14      | 19           | 6            | 6            | 7            | 23           | 22           | 38     | 14     | 15     | 9      | 52     | 36     | +16 |

### Andamento in campionato
| Giornata  | 1  | 2  | 3  | 4  | 5  | 6  | 7  | 8  | 9  | 10 | 11 | 12 | 13 | 14 | 15 | 16 | 17 | 18 | 19 | 20 | 21 | 22 | 23 | 24 | 25 | 26 | 27 | 28 | 29 | 30 | 31 | 32 | 33 | 34 | 35 | 36 | 37 | 38 |
| --------- | -- | -- | -- | -- | -- | -- | -- | -- | -- | -- | -- | -- | -- | -- | -- | -- | -- | -- | -- | -- | -- | -- | -- | -- | -- | -- | -- | -- | -- | -- | -- | -- | -- | -- | -- | -- | -- | -- |
| Luogo     | T  | C  | T  | C  | T  | C  | T  | C  | T  | C  | C  | T  | C  | T  | C  | T  | C  | T  | C  | C  | T  | C  | T  | C  | T  | C  | T  | C  | T  | T  | C  | T  | C  | T  | C  | T  | C  | T  |
| Risultato | V  | V  | N  | N  | V  | N  | N  | N  | P  | V  | N  | V  | P  | N  | N  | N  | N  | P  | V  | N  | N  | N  | V  | P  | N  | V  | V  | V  | P  | V  | V  | P  | V  | P  | V  | P  | N  | P  |
| Posizione | 19 | 19 | 19 | 19 | 18 | 19 | 18 | 17 | 18 | 16 | 15 | 15 | 16 | 16 | 17 | 17 | 17 | 17 | 17 | 17 | 16 | 17 | 16 | 18 | 18 | 16 | 16 | 12 | 16 | 13 | 11 | 14 | 11 | 13 | 10 | 11 | 11 | 11 |

Legenda:

Luogo: C = Casa; T = Trasferta. Risultato: V = Vittoria; N = Pareggio; P = Sconfitta.

### Statistiche dei giocatori
| D. Bernhardt  | 37 | 0  | 0  | 0 |
| Y. Deichmann  | 19 | 1  | 1  | 1 |
| N. Feil       | 0  | 0  | 0  | 0 |
| T. Geyer      | 38 | 0  | 2  | 0 |
| P. Hercher    | 7  | 0  | 1  | 0 |
| R. Husic      | 1  | 0  | 0  | 0 |
| A. Kartalīs   | 28 | 3  | 5  | 1 |
| O. Kefkir     | 7  | 0  | 1  | 0 |
| S. Kienle     | 16 | 1  | 2  | 1 |
| M. Layer      | 0  | 0  | 0  | 0 |
| F. Menig      | 34 | 2  | 4  | 0 |
| M. Morys      | 36 | 13 | 5  | 0 |
| R. Müller     | 38 | 5  | 3  | 0 |
| M. Ojala      | 26 | 5  | 0  | 0 |
| T. Paetow     | 9  | 0  | 1  | 0 |
| R. Preißinger | 36 | 2  | 11 | 0 |
| N. Rodewald   | 3  | 0  | 1  | 0 |
| D. Schelhorn  | 0  | 0  | 0  | 0 |
| T. Schulz     | 20 | 1  | 5  | 0 |
| M. Schwabl    | 18 | 0  | 1  | 1 |
| D. Stanese    | 18 | 1  | 4  | 0 |
| F. Suçsuz     | 2  | 0  | 0  | 0 |
| M. Tošev      | 7  | 0  | 0  | 0 |
| S. Traut      | 14 | 0  | 4  | 0 |
| S. Vasiliadis | 28 | 3  | 5  | 0 |
| G. Wegkamp    | 37 | 11 | 3  | 0 |
| M. Welzmüller | 38 | 4  | 4  | 0 |